# Smodicum cucujiforme
Smodicum cucujiforme là một loài bọ cánh cứng trong họ Cerambycidae.